# Pont de Levallois - Bécon (métro de Paris)
Pour les articles homonymes, voir Bécon.
Pont de Levallois - Bécon est une station de la ligne 3 du métro de Paris, située sur le territoire de la commune de Levallois-Perret (Hauts-de-Seine). C'est le terminus occidental de la ligne.

## Situation
La station est implantée sous la rue Anatole-France (D 9B) à Levallois-Perret, entre la rue Baudin et l'avenue Georges-Pompidou. Orientée selon un axe nord-ouest/sud-est, elle est précédée ou suivie (selon le sens de circulation) par la station Anatole France. Du fait de son statut de terminus, elle se prolonge, au-delà du point d'arrêt normal des rames de métro, par trois voies en tiroir, dont l'une est équipée d'un trottoir de manœuvre.

## Histoire

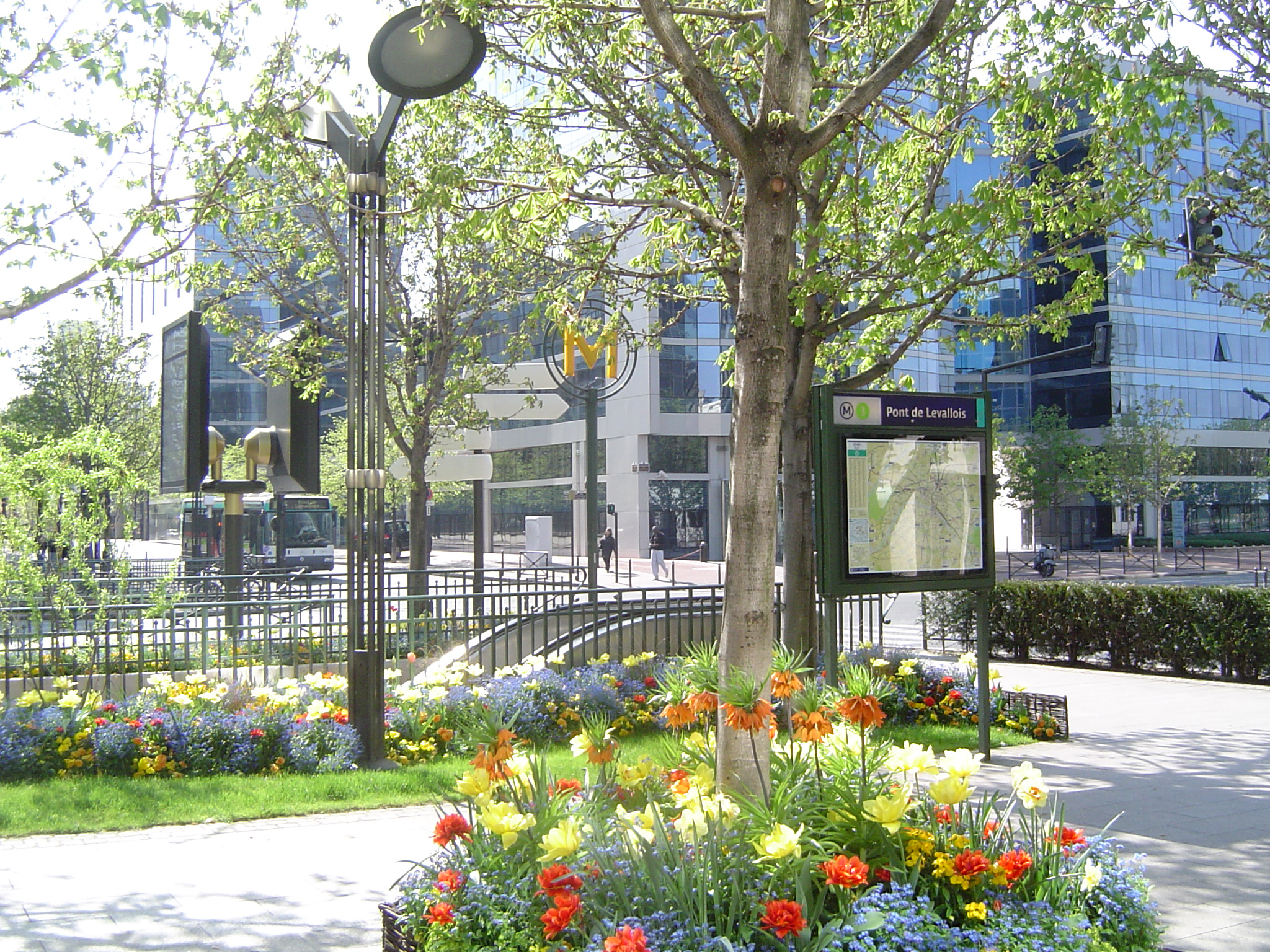
Une des entrées de la station.

La station est ouverte le 24 septembre 1937 avec la mise en service du prolongement de la ligne 3 depuis Porte de Champerret, et constitue depuis lors le terminus occidental de la ligne précitée (depuis Porte des Lilas à l'origine, et depuis Gallieni à partir du 2 avril 1971).
Elle doit sa dénomination d'une part à sa proximité avec le pont de Levallois, dont le nom est lui-même dérivé du toponyme de la commune de Levallois qui, à son tour, avait pris le nom d'un de ses fondateurs, le promoteur immobilier Nicolas Eugène Levallois.
La station reprend d'autre part le nom du quartier de Bécon à Courbevoie, sur l'autre rive de la Seine, accessible en traversant le pont de Levallois. Ce secteur, de même que le quartier voisin des Bruyères (partagé entre les communes d'Asnières-sur-Seine et de Bois-Colombes limitrophes), a donné son nom au lieu-dit de Bécon-les-Bruyères. L'appellation de Bécon ne figure toutefois pas sur la totalité des noms incorporés dans la céramique des piédroits sur les quais, par manque d'espace.
Dans le cadre du programme « Renouveau du métro » de la RATP, les couloirs de la station et l'éclairage des quais ont été rénovés le 13 décembre 2002.
Selon les estimations de la RATP, la station a vu entrer 5 068 483 voyageurs en 2019, ce qui la place à la 78e position des 302 stations de métro ouvertes, pour sa fréquentation. En 2020, avec la crise du Covid-19, son trafic annuel tombe à 2 404 120 voyageurs, la reléguant alors au 92e rang, avant de remonter progressivement en 2021 avec 2 984 777 entrants comptabilisés, ce qui la rétrograde cependant à la 111e position des stations du réseau pour sa fréquentation cette année-là.

## Services aux voyageurs

### Accès
La station dispose d'accès répartis en six bouches de métro agrémentées pour la plupart d'une balustrade de style Dervaux :
- l'accès 1 « Place du Maréchal-Juin », constitué d'un escalier fixe doublé d'un escalier mécanique montant, débouchant sur ladite place à l'angle formé par la rue Anatole-France et l'avenue Georges-Pompidou ;
- l'accès 2 « Rue Anatole-France » comprenant trois trémies dont deux escaliers fixes établis dos-à-dos et un escalier mécanique montant permettant uniquement la sortie, se trouvant au droit du no 151 de la rue Anatole-France, à l'angle avec l'avenue Georges-Pompidou ;
- l'accès 3 « Rue Baudin » comprenant deux trémies d'escaliers fixes disposées en enfilade, se situant face aux nos 141 et 143 de la rue Anatole-France, à l'angle avec la rue Baudin.

Accès à la station
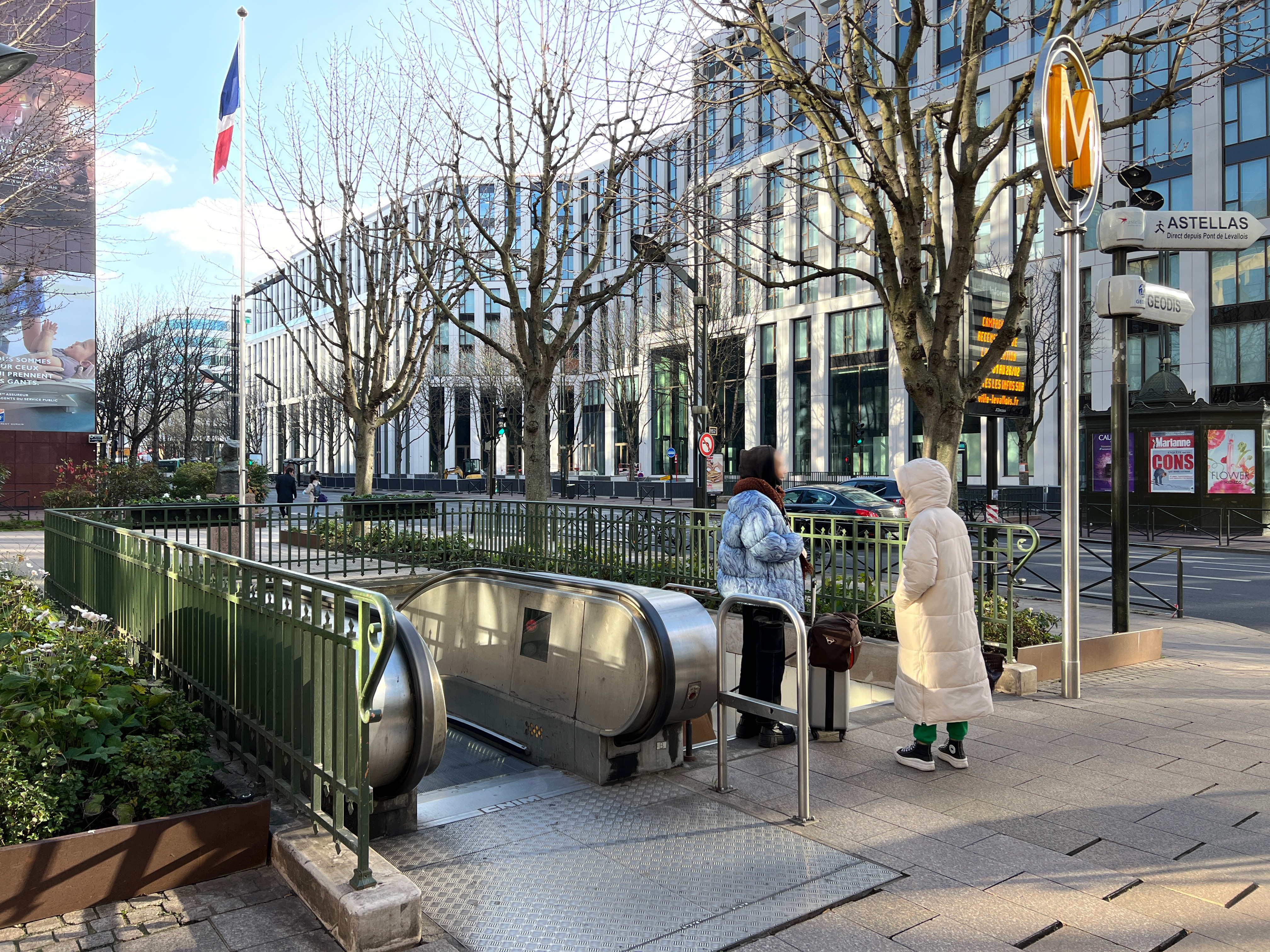
L'accès no 1 « Place du Maréchal-Juin ».
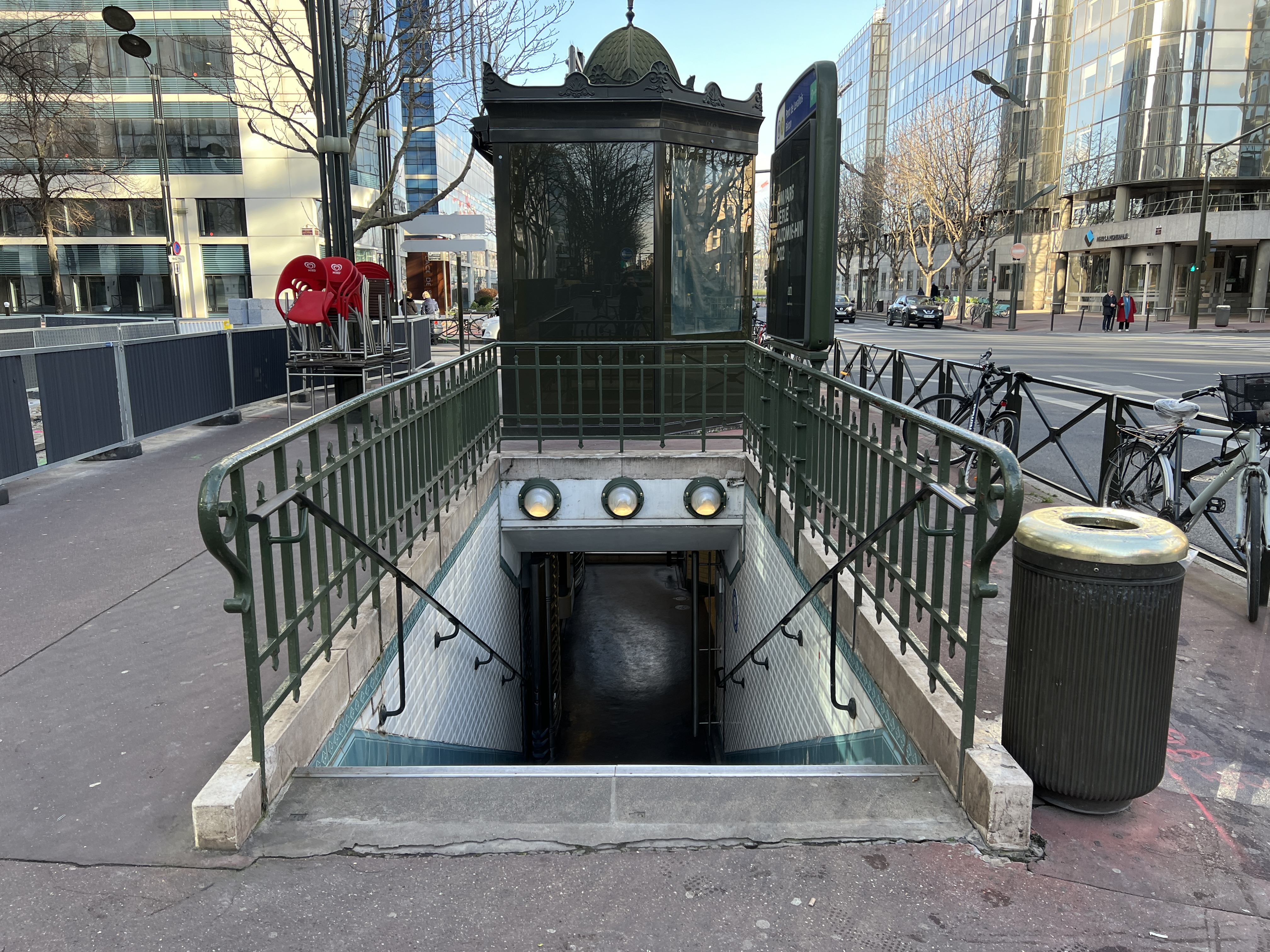
L'accès no 2 « Rue Anatole-France ».
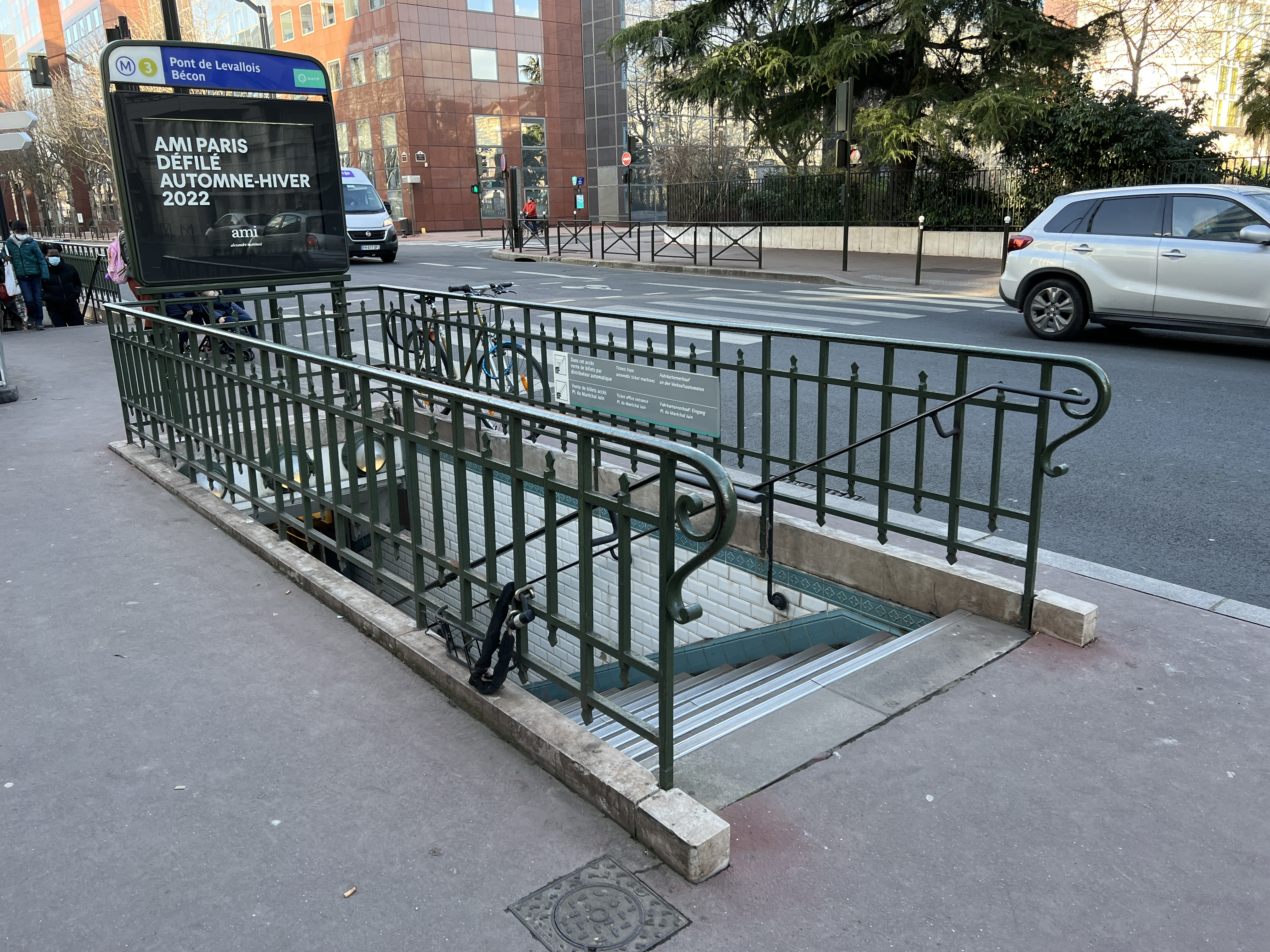
L'accès no 3 « Rue Baudin ».

.

### Quais
Pont de Levallois - Bécon est une station de configuration particulière : du fait de son statut de terminus, elle possède deux quais, un central et un latéral, desservant trois voies : le quai en îlot est desservi par les deux voies servant au départ des trains en direction de Gallieni, tandis que le quai latéral est desservi par les rames à l'arrivée. La décoration est du style utilisé pour la majorité des stations du métro : les bandeaux d'éclairage sont blancs et arrondis dans le style « Gaudin » du renouveau du métro des années 2000, et les carreaux en céramique blancs biseautés recouvrent les pieds-droits, la voûte et les tympans. Les cadres publicitaires sont en faïence de couleur miel et le nom de la station est également en faïence ; seul le patronyme de Pont de Levallois figure sur le piédroit du quai de débarquement, tandis que sur le piédroit opposé (face au quai d'embarquement), le nom de Bécon est séparé dans un second cadre en céramique rectangulaire disposé en dessous du premier, ce qui constitue un cas unique sur le réseau. Les sièges sont de style « Motte » blancs.

### Intermodalité
La station est desservie par les lignes 94, 167, 238, 274 et 275 du réseau de bus RATP, par les lignes A et B du réseau municipal « Les Abeilles » et, la nuit, par les lignes N16 et N52 du réseau de bus Noctilien.

## À proximité
- Pont de Levallois
- Musée Roybet Fould (sur l'autre rive de la Seine)
- Parc de Bécon (également sur la rive opposée)

## Galerie de photographies

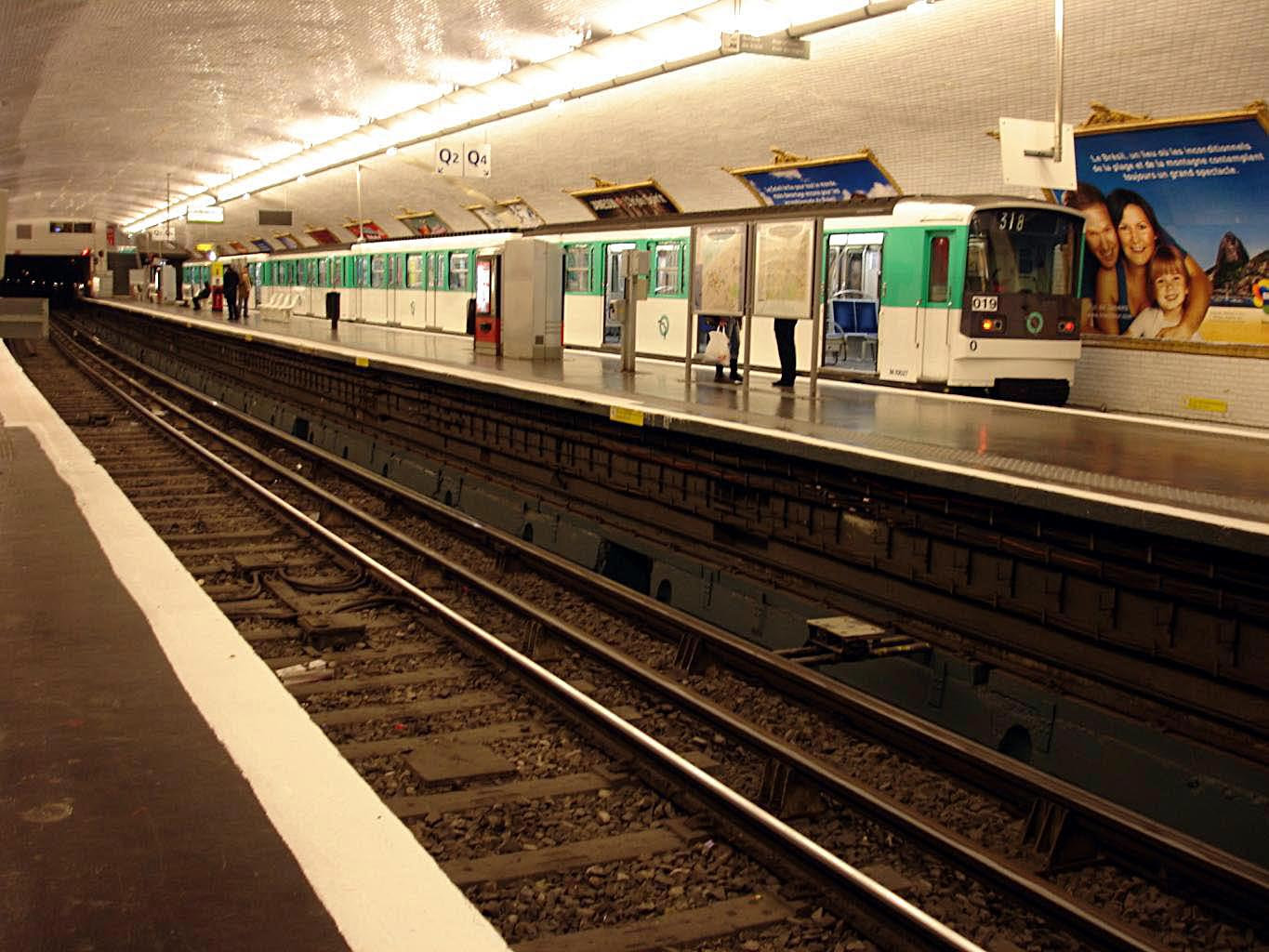
Rame stationnée à quai, en attente du départ.
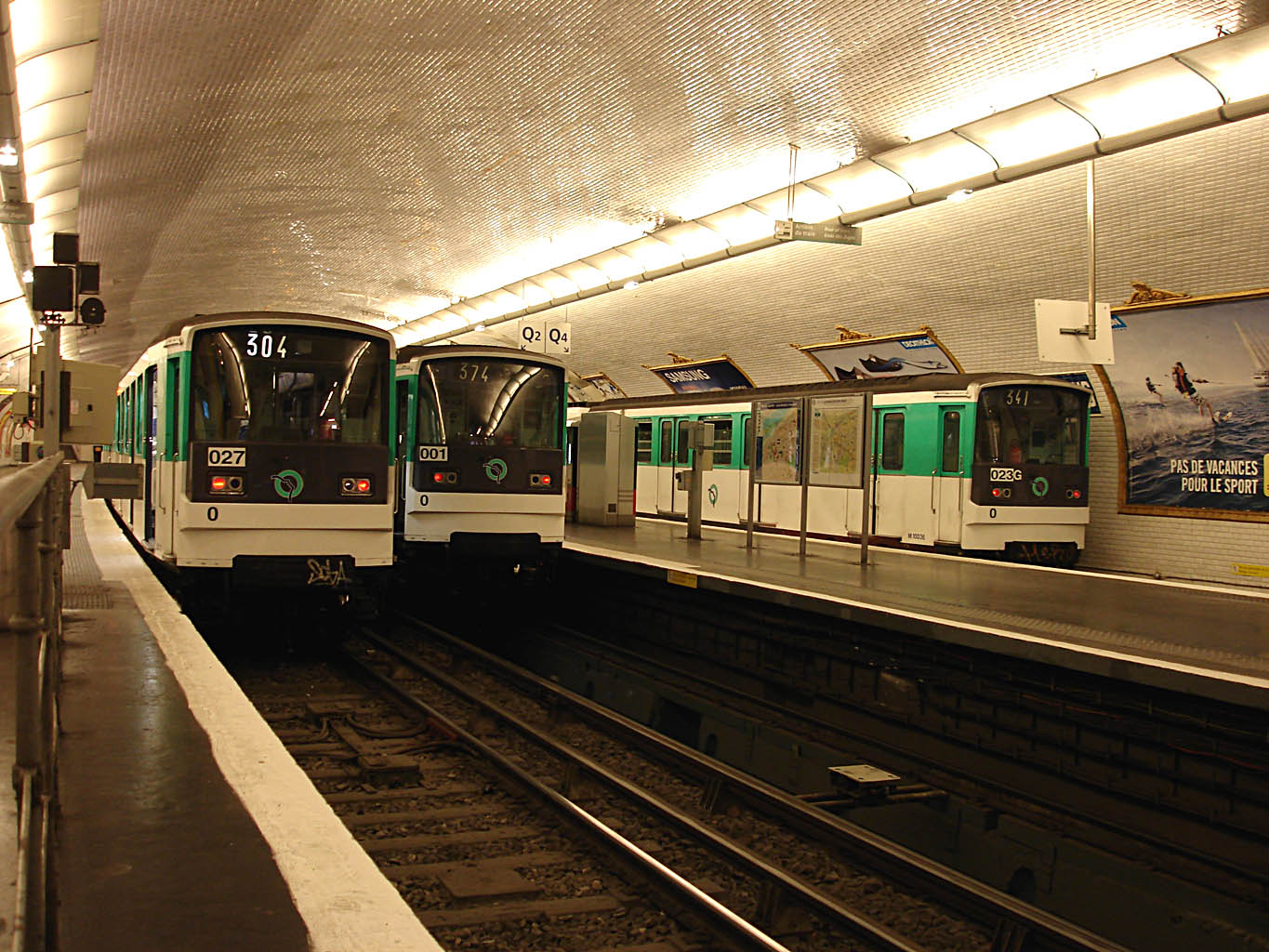
Rames stationnées à quai, à la fermeture.
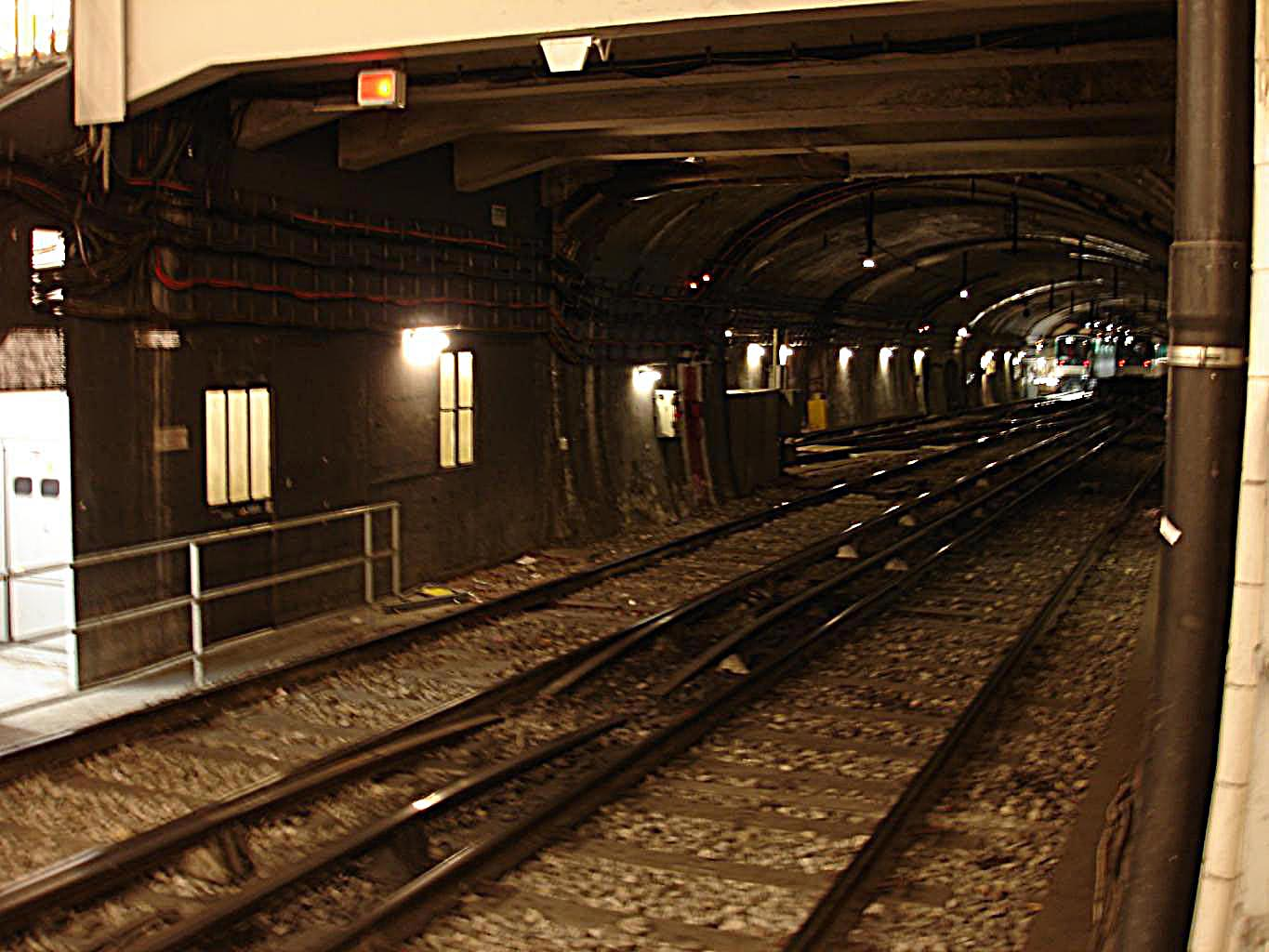
Tiroirs de retournement, en arrière-station.